# Килиан, Лукас
Лукас Килиан (нем. Lucas Kilian; 1579[…], Аугсбург — 27 марта 1637 или 1639, Аугсбург) — немецкий художник и гравёр; мастер орнаментальной гравюры.

## Биография
Лукас Килиан родился 1579 году в большой семье художников, ювелиров и гравёров из Аугсбурга. Сын ювелира Бартоломеуса Килиана Первого (1548—1588). В 1601—1604 годах Лукас Килиан работал в Италии. Его орнаментальные композиции — гротески, в которых ощущается эволюция стиля от ренессансного к маньеризму и барокко. 

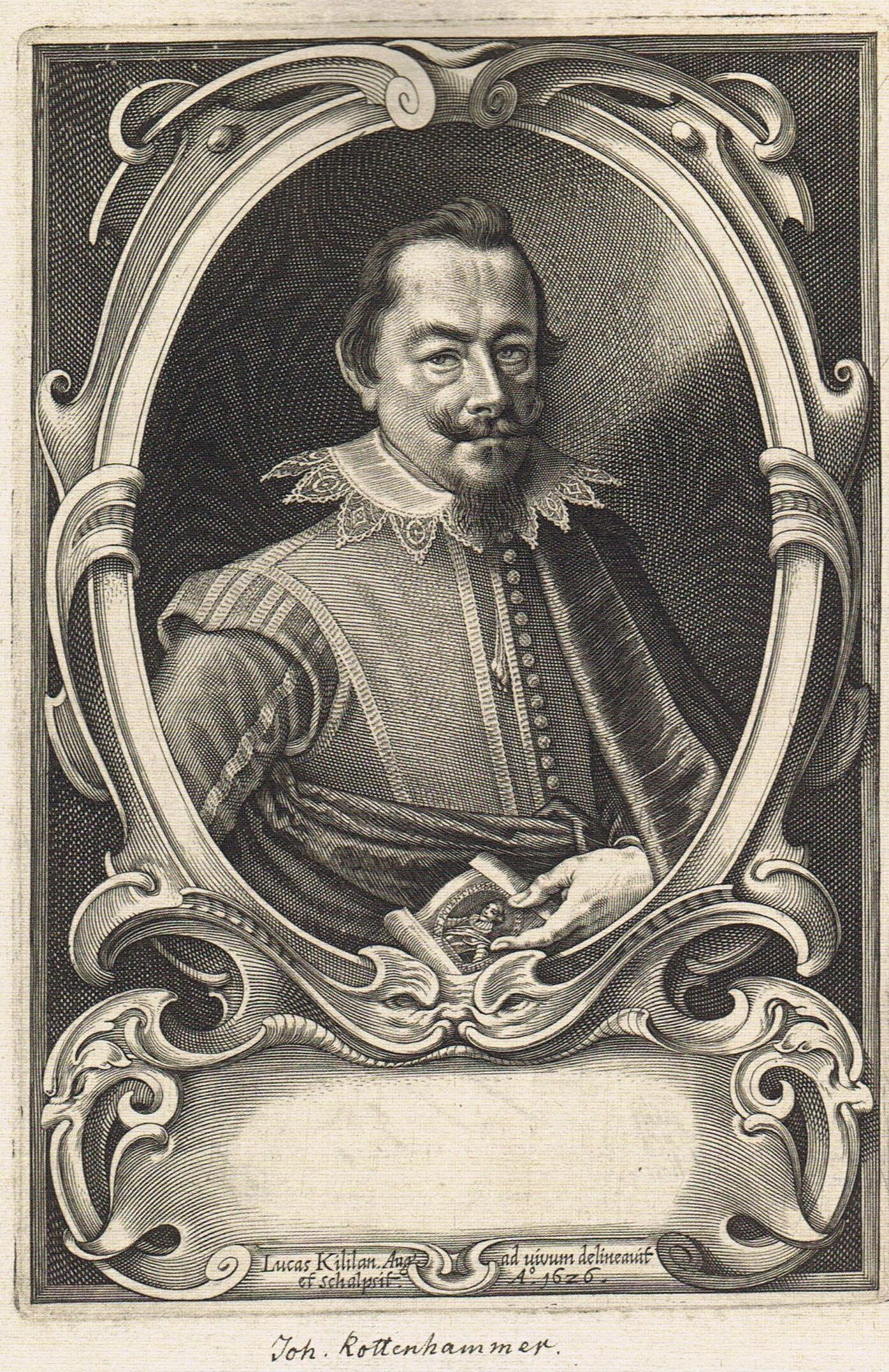
Ганс Роттенхаммер
(гравёр Лукас Килиан)

В 1613 году Лукас Килиан опубликовал трактат «Catoptrum Microcosmicum» (лат., Отражение микрокосма) с гравюрами по рисункам философа, математика и медика-анатома Йоханна Реммелина. Это издание прославило гравёра, книгу переиздавали на итальянском, немецком, латинском, голландском и английском языках в 1615, 1619, 1754 годах.
Лукас Килиан умер 27 марта 1637 года в родном городе.

Младший брат Лукаса Килиана — Вольфганг (1581—1662), также гравёр, был с братом в Италии. Братья гравировали с картин итальянских художников: Бассано, Веронезе, Тинторетто. Их многочисленные потомки: Бартоломеус Второй, Кристоф, Георг, Георг Кристоф, Георг Мартин, Иеремия, Батист Филипп и другие также были известными аугсбургскими рисовальщиками, гравёрами и ювелирами. Орнаментальные гравюры Лукаса Килиана имеются в собрании Государственного Эрмитажа в Санкт-Петербурге. 